# Różaniec święty (książka)
Różaniec święty (książka) to rozważania do różańca, napisane przez św. Josemarię Escrivę, założyciela Opus Dei. Wydana po raz pierwszy w 1934 r. w języku hiszpańskim w Cuenca. Zawiera rozważanie duchowe do 15 tajemnic różańca, będące owocem modlitwy świętego. W 2004 r. prałat Javier Echevarria dodał w aneksie do książki rozważania do tajemnic światła, na bazie innych myśli św. Josemarii.
Łączny światowy nakład w różnych językach, to ponad 700 tys. egzemplarzy (2005).